# 1299 Mertona
1299 Mertona este un asteroid din centura principală, descoperit pe 18 ianuarie 1934, de Guy Reiss.